# Eparchia di Veliko Tărnovo
L'eparchia di Veliko Tărnovo (in bulgaro Великотърновска епархия?, Velikotărnovska eparhija) è un'eparchia della Chiesa ortodossa bulgara con sede nella città di Veliko Tărnovo, in Bulgaria, presso la cattedrale della Natività di Maria. L'eparchia conta 470 chiese ed è divisa in nove vicariati: Veliko Tărnovo, Svištov, Nicopoli, Gorna Orjahovica, Gabrovo, Elena, Sevlievo, Drjanovo e Pavlikeni.